# Cecilia Soto
Cecilia Guadalupe Soto González (Hermosillo, Sonora; 24 de enero de 1950) es una política, analista política y exdiplomática mexicana. Fue candidata a la presidencia de México por el Partido del Trabajo (PT) en las elecciones federales de 1994.
Anteriormente, fue diputada local en Sonora de 1988 a 1991 y diputada federal por el Partido Auténtico de la Revolución Mexicana (PARM) de 1991 a 1994, y embajadora de México en Brasil de 2001 a 2006. También, se desempeñó como ejecutiva del Instituto Tecnológico de Teléfonos de México desde 2008 hasta finales de 2014.
Fue diputada federal plurinominal por el Partido de la Revolución Democrática (PRD) de 2015 a 2018, correspondiente a la Cuarta Circunscripción donde presidió la Comisión de la Ciudad de México. Además, fue diputada constituyente designada en la Asamblea Constituyente de la Ciudad de México de 2016 a 2017.

## Vida personal
Es nieta de Ignacio Soto Martínez, quien fue gobernador de Sonora de 1949 a 1955. Nació en la ciudad de Hermosillo, en una época de expansión urbana. Sus padres murieron cuando era muy joven. Se trasladó a la Ciudad de México a estudiar desde niña y hasta la carrera de Física en la Universidad Nacional Autónoma de México, al final de los años sesenta; fue ahí donde se interesó por temas sociales, a partir de los movimientos estudiantiles de 1968 y 1971, por lo que dejaría sus estudios inconclusos para dedicarse al activismo estudiantil. En ese contexto social comenzó la relación sentimental con su actual esposo, Patricio Estévez Nenninger. Juntos iniciaron un período de lucha social en México.

## Trayectoria política

### Inicios
Fue candidata independiente a la Presidencia Municipal de Hermosillo en 1985, donde obtuvo casi mil votos. En 1987 participó en la formación del Frente Democrático Nacional en apoyo a Cuauhtémoc Cárdenas, quien se separó del Partido Revolucionario Institucional para contender a la Presidencia de la México, postulado por el PARM en 1988.

### Diputada local
En 1988 ganó la diputación local plurinominal por el Distrito XIII, formando parte de la LII Legislatura del Congreso del Estado de Sonora durante el período conformado entre 1988 y 1991. Durante su diputación, se distinguió por la denuncia del robo de gasolina por parte del Sindicato Petrolero, así como su defensa de los trabajadores de Cananea.

### Diputada federal
Entre 1991 y 1994 fue diputada federal por Sonora en la LV Legislatura del Congreso de la Unión. Su candidatura para esta diputación constó, entre otras actividades, en entrar a trabajar de manera encubierta a una empresa maquiladora de la ciudad de Guaymas, con el fin de entender de cerca sus problemáticas laborales; esto, a la postre, le ayudó a ganar popularidad entre los votantes del distrito electoral federal 4. Durante su período como diputada federal fue secretaria de la Comisión de Ecología e integrante de la Comisión de Programación y Presupuesto, de la de Comercio y Fomento Industrial, así como de la Comisión de Ciencia, Tecnología y Pesca de la Cámara de Diputados.

## Candidata a la Presidencia
En las elecciones federales de 1994, fue candidata a la Presidencia por el Partido del Trabajo, a pesar de que no había llegado a afiliarse al PT, y de que todavía era diputada federal por el Partido Auténtico de la Revolución Mexicana (PARM) al momento de su postulación, lo que dio lugar a escisiones dentro del mismo PT. Una de las principales razones por las que aceptó la candidatura presidencial, fue porque se acordó que se respetaría totalmente la libertad de plantear sus propias ideas.
La candidatura presentó algunas acciones novedosas, apoyándose en gran parte en la idea de que se intentaba hacer las cosas de manera distinta; el lema de la campaña era "súmate a la nueva opción" y, siendo la segunda mujer que contendería por la Presidencia en México, se posicionó como el cuarto lugar en las preferencias electorales desde un mes antes de los comicios. Al término de la votación, obtuvo 906 390 sufragios repartidos demográficamente de la siguiente manera: 170, 501 (Distrito Federal); 139, 083 (Estado de México); 80,135 (Nuevo León); 58,914 (Durango); 46,786 (Veracruz); 42,231 (Jalisco); 35,448 (Chihuahua); 32,981 (Puebla); lo que representó un 2.75% de los votos válidamente emitidos, otorgándole el derecho a registro definitivo al PT.
Después de esta elección, se retiraría de la vida política partidaria, en parte, motivada por el asesinato de Luis Donaldo Colosio, a quien le tenía un particular aprecio y a quien le reconoció, a pesar de no pertenecer al mismo partido, su buen desempeño como político y su visión auténticamente democrática. Sobre su muerte declaró que: 

después del asesinato de Colosio he encontrado (...) una sensación de náuseas hacia el sistema político (...) o una actitud evidente de rechazo al PRI, que surge de la hipótesis de que el propio sistema victimó a Luis Donaldo Colosio o propició las condiciones para su asesinato.

## Embajadora y analista política
En 2000, el presidente Vicente Fox la designó embajadora de México ante la República de Brasil cargo en el que permaneció hasta 2006.
Ha sido editorialista del Reforma, El Norte, El Imparcial de Hermosillo, Frontera de Tijuana y La Crónica de Mexicali. Actualmente escribe los lunes en el periódico Excélsior.